# HD 191104
HD 191104 är en multipelstjärna belägen i den mellersta delen av stjärnbilden Örnen. Den har en kombinerad skenbar magnitud av ca 6,44 och är mycket svagt synlig för blotta ögat där ljusföroreningar ej förekommer. Baserat på parallaxmätning inom Hipparcosuppdraget på ca 25,4 mas, beräknas den befinna sig på ett avstånd på ca 128 ljusår (ca 39 parsek) från solen. Den rör sig närmare solen med en heliocentrisk radialhastighet på ca -27 km/s.

## Egenskaper
Primärstjärnan HD 191104 A är en gul till vit stjärna i huvudserien av spektralklass F3 V. Den har en radie som är ca 1,5 solradier och har ca 3,5 gånger solens utstrålning av energi från dess fotosfär vid en effektiv temperatur av ca 6 500 K.
Två av stjärnorna i HD 191104 bildar en snäv spektroskopisk dubbelstjärna, medan en tredje stjärna, som också tros vara en spektroskopisk dubbelstjärna, kretsar kring paret på ett större avstånd.